# Батизовце
Батизовце (словац. Batizovce) — село и одноимённая община в районе Попрад Прешовского края Словакии. В письменных источниках начинает упоминаться с 1264 года.

## География
Село расположено в западной части края, на берегах ручья Батизовский поток (бассейн реки Попрад), при автодороге 3064. Абсолютная высота — 758 метров над уровнем моря. Площадь муниципалитета составляет 14,38 км².

## Население
По данным последней официальной переписи 2021 года, численность населения Батизовце составляла 2457 человек.
Динамика численности населения общины по годам:
| Год:                | 1994 | 2004     | 2014  | 2024     |
| ------------------- | ---- | -------- | ----- | -------- |
| Количество человек: | 1846 | 2130     | 2343  | 2587     |
| Разница:            |      | +15,38 % | +10 % | +10,41 % |

Национальный состав населения (по данным переписи населения 2011 года):
| Национальность | Численность, человек |
| -------------- | -------------------- |
| словаки        | 1984                 |
| цыгане         | 71                   |
| чехи           | 16                   |
| венгры         | 6                    |
| русины         | 2                    |
| русские        | 1                    |
| украинцы       | 1                    |
| другие         | 1                    |
| не указана     | 240                  |
| всего          | 2322                 |

По данным переписи 2021 года, в конфессиональном составе населения преобладали католики (57,3 %), лютеране (21,7 %) и греко-католики (2,6 %).